# Лімпа
Лімпа (швед. limpa — буханець) — солодкий житній хліб в шведській кухні. Це дріжджовий хліб з додаванням спецій і вершкового масла, підсолоджений коричневим цукром і патокою. Приправляється такими спеціями, як аніс, кмин, насіння фенхелю, і часто апельсиновою цедрою. Випікається на Різдво, є типовою стравою традиційного різдвяного шведського столу або юльбуда. Лімпа добре поєднується з джемом, желе або вершковим сиром.

## Приготування

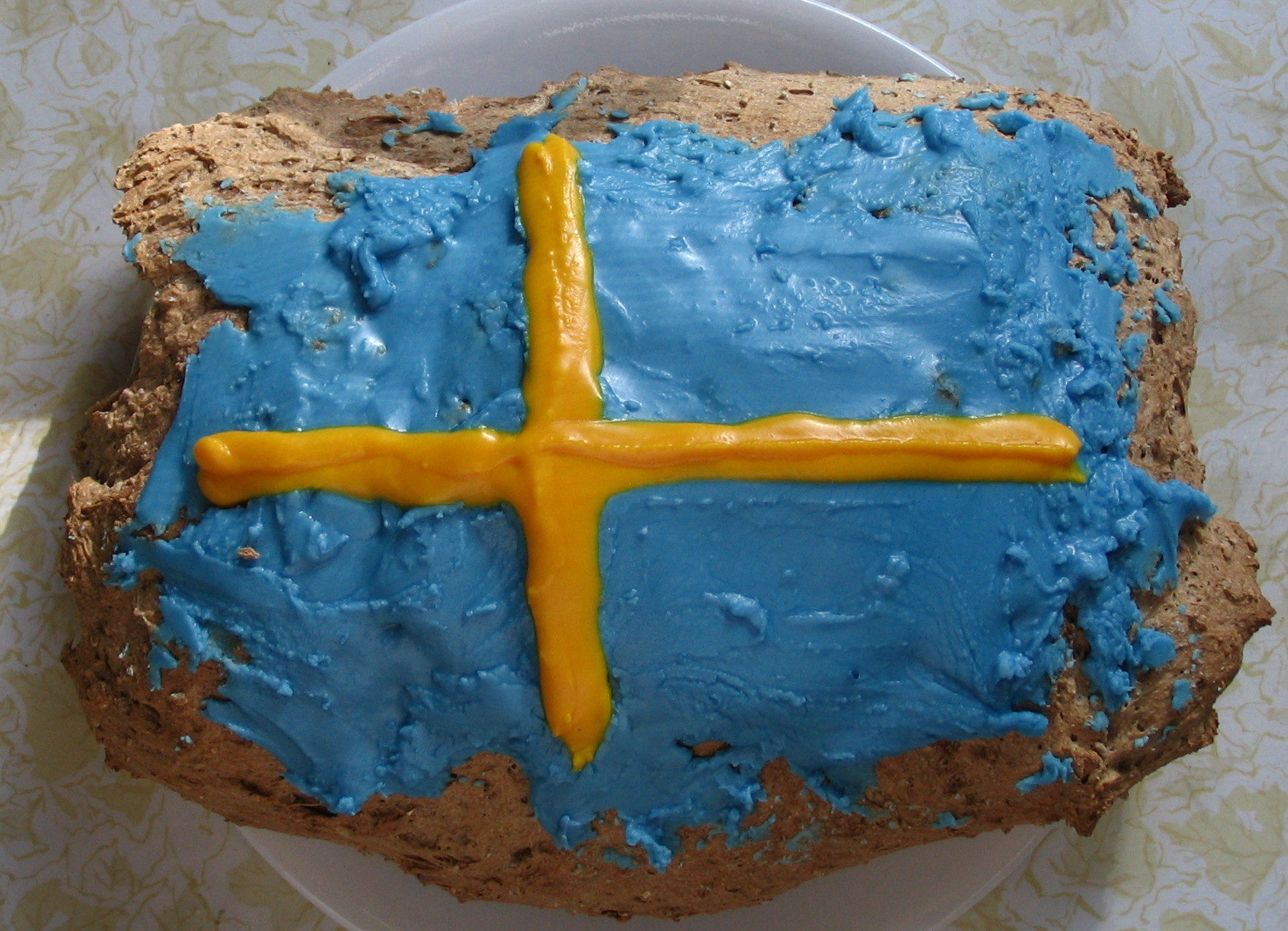
Хліб лімпа з глазур'ю у барвах шведського прапора, приготуваний до Національного дня Швеції, 2007 рік

Патока, коричневий цукор, кмин і вода змішуються та доводяться до слабкого кипіння, потім додається жир або вершкове масло і цедра цитрусових. Коли суміш охолоджується і стає трохи теплою, її змішують з активованими дріжджами і житнім борошном. Після того, як тісто піднімається, додають ще борошна і чекають, щоб тісто піднялося вдруге. Потім верх буханця змащують топленим маслом і випікають. У деяких рецептах суміш з патокою додають до сухих інгредієнтів після того, як житнє борошно ошпарюють гарячою водою.

## Склад
Історично цей хліб заквашували на ферментованому пивному суслі, тому його також називають vörtlimpa («сусляний буханець»). В сучасних рецептах як інгредієнт іноді використовується чорне пиво.
У деяких версіях рецепту кмин замінюють кардамоном або не додають апельсинову цедру; в США найпоширеніший варіант рецепта включає апельсинову цедру і спеції.
До житнього борошна може додаватися кукурудзяне, цільнозернове або універсальне борошно. Для отримання апельсинового аромату, крім цедри, можна використовувати апельсинову олію. Можна також додавати родзинки або чорнослив, але це є відхиленням від традиційного рецепту.